# Sphère inscrite
 (décembre 2020).
Si vous disposez d'ouvrages ou d'articles de référence ou si vous connaissez des sites web de qualité traitant du thème abordé ici, merci de compléter l'article en donnant les références utiles à sa vérifiabilité et en les liant à la section « Notes et références ».
En géométrie, une sphère inscrite dans un polyèdre est une sphère contenue dans ce polyèdre et telle que toutes les faces du polyèdre soient tangentes à la surface de la sphère. Il s'agit d'une extension à trois dimensions du cercle inscrit.

## Construction
Tout tétraèdre non dégénéré (soit formé par quatre plans non coplanaires) permet de définir une sphère, ainsi tout tétraèdre non dégénéré a une sphère inscrite et les quatre faces du tétraèdre sont tangentes à la sphère.
Dans le cas de polyèdres convexes à  n faces, on peut définir la sphère inscrite comme la sphère parmi les {\textstyle {\binom {n}{4}}} sphères inscrits constructibles à partir des tous les quadruplets de faces celle qui ne traverse aucune face et qui est mécaniquement stable (qu'on ne peut bouger à l'intérieur du polyèdre).

## Sphère inscrite dans un polyèdre régulier
Tous les polyèdres réguliers convexes (solide de Platon) ont une sphère inscrite qui est tangente aux centres de toutes les faces. 

Solides de Platon avec leurs sphères circonscrites (en bleu) et inscrites (en rouge)
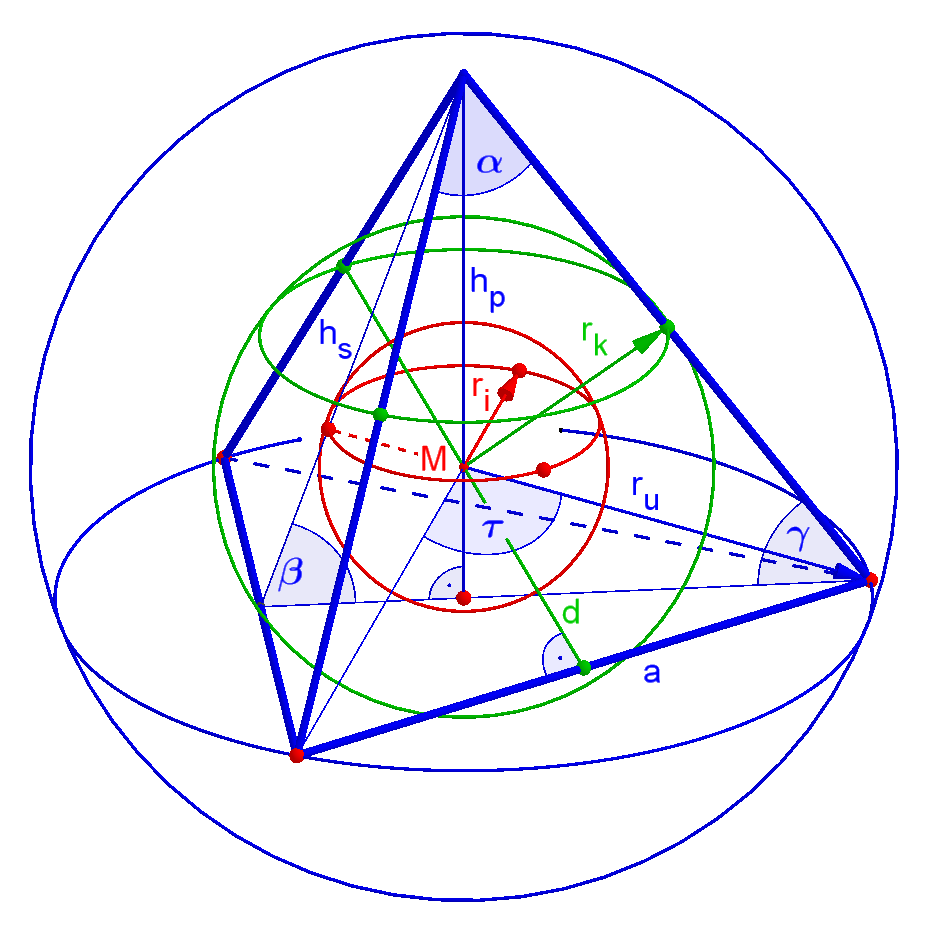
Tétraèdre
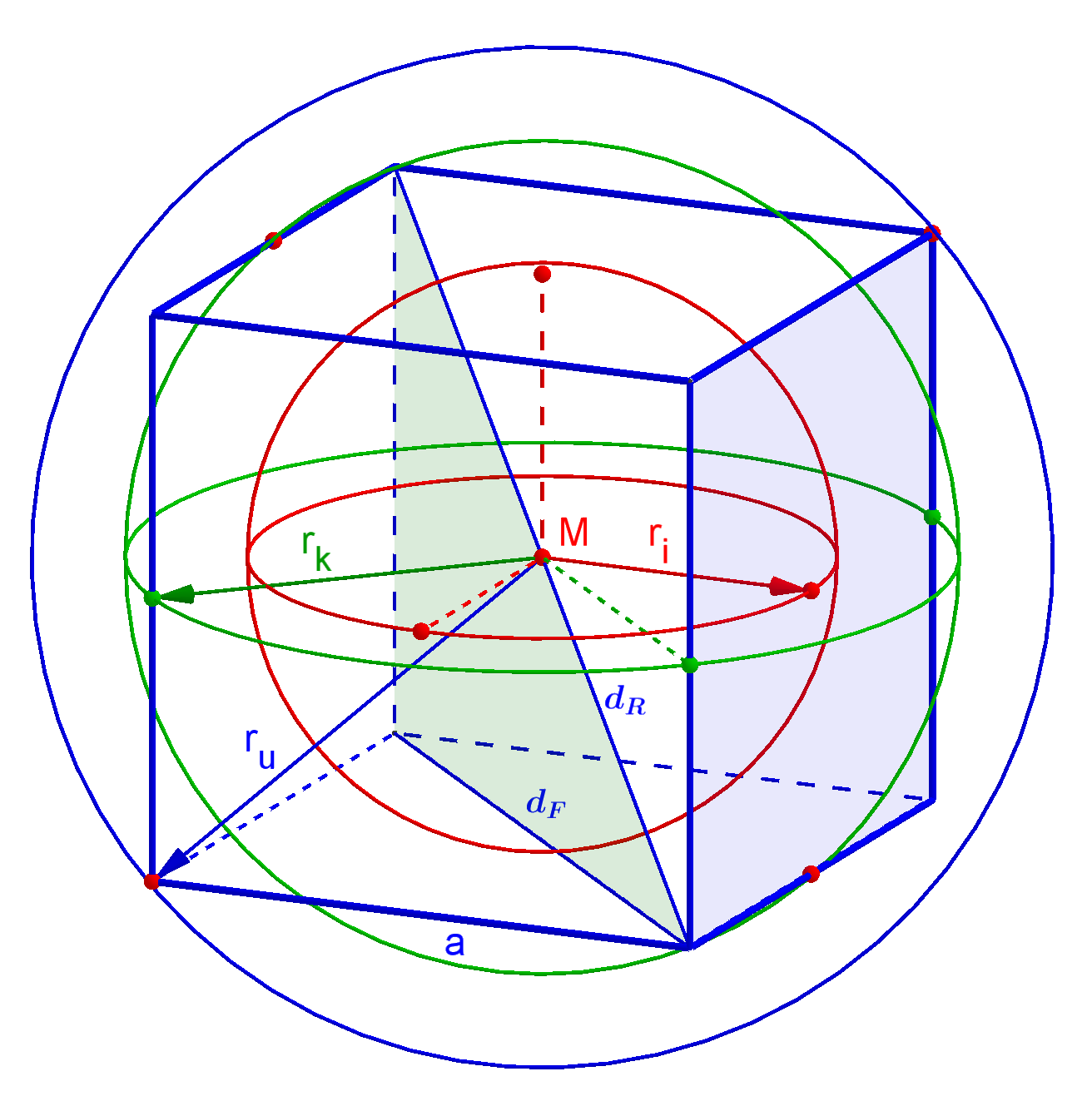
Cube
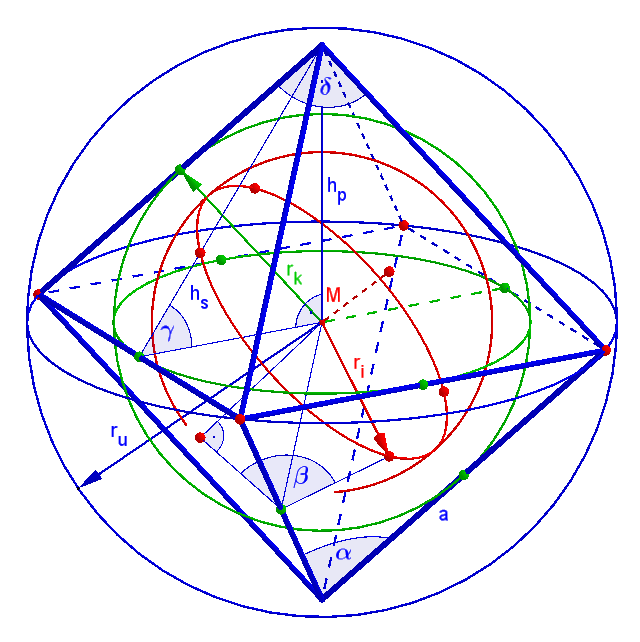
Octaèdre
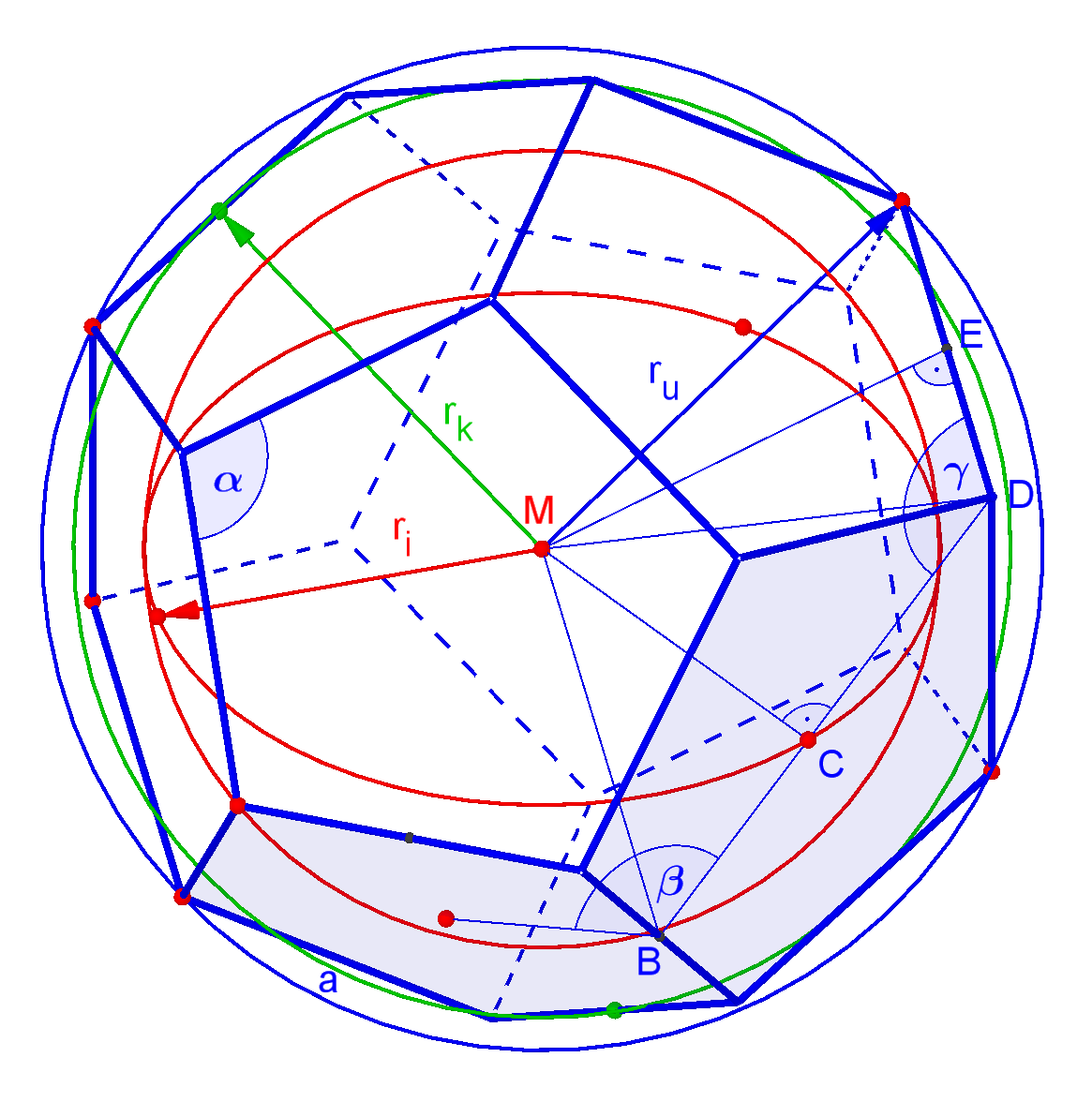
Dodécaèdre
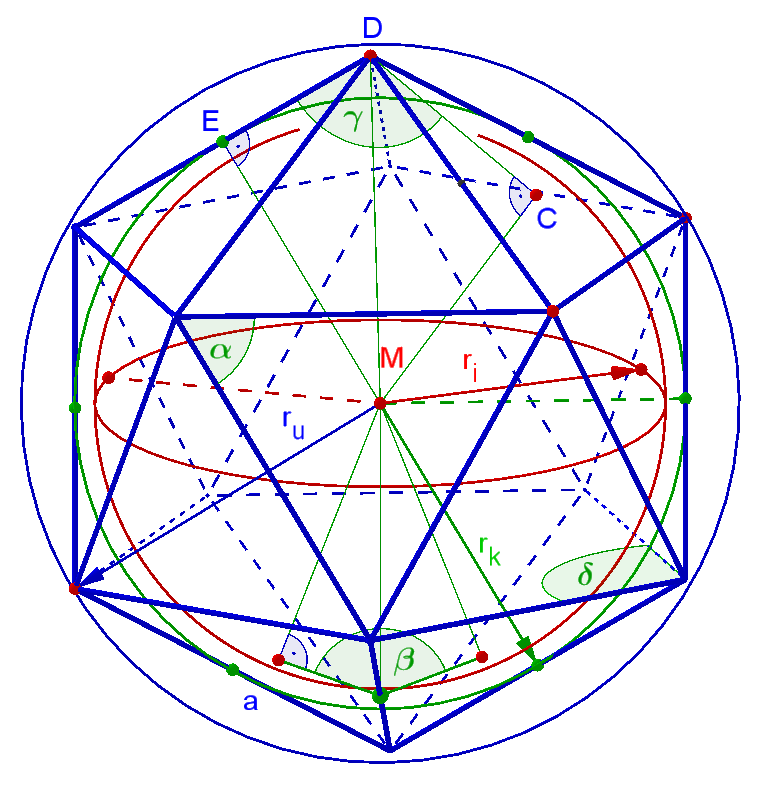
Icosaèdre

### Propriétés
Le rayon de la sphère inscrite d'un polyèdre régulier à n faces et de longueur d'arête s est de:
{\displaystyle r={\frac {s}{2}}\cot \left({\frac {\pi }{2n}}\right)\tan \left({\frac {\theta }{2}}\right)}
où θ désigne l'angle dièdre entre deux faces.